# Samalapuram
Samalapuram es una ciudad y nagar Panchayat situada en el distrito de Tirupur en el estado de Tamil Nadu (India). Su población es de 20691 habitantes (2011).

## Demografía
Según el censo de 2011 la población de Samalapuram era de 20691 habitantes, de los cuales 10404 eran hombres y 10287 eran mujeres. Samalapuram tiene una tasa media de alfabetización del 77,31%, inferior a la media estatal del 80,09%: la alfabetización masculina es del 84,56 %, y la alfabetización femenina del 69,99%.